# 茄盒

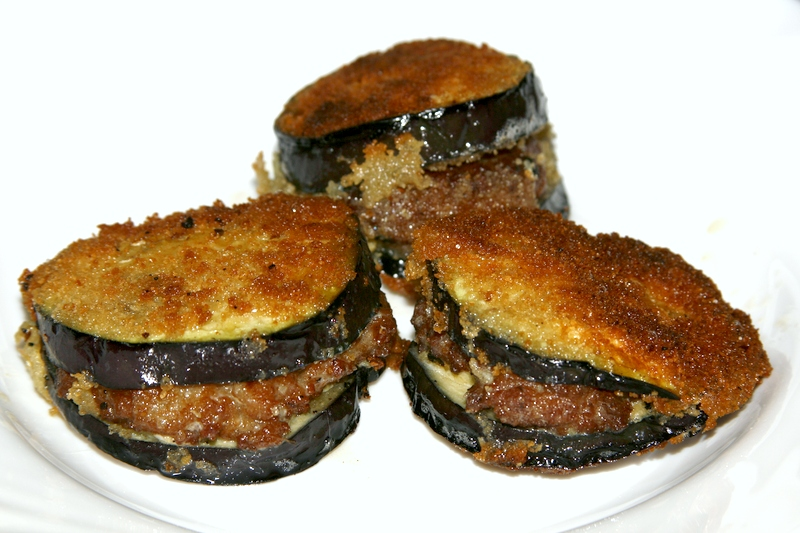
茄盒

茄盒也叫茄夹，是一种油炸食品，起源于山東，在中国北方很普遍，许多家庭都会制作这种食品。
具体做法是：将长茄子切成数个一到两指厚的圆茄饼，并从中间横切一下，但仍要让上下两片切片相连，不要切断。将猪肉切成末并与葱姜末在一起拌匀，加食盐、味精等，做成馅。把适量的馅放入数个切成上下两半的茄饼中，接着将夹了馅的茄饼裹上少许面粉，然后再在打散的鸡蛋中裹上蛋液，下油锅炸。呈金黄色时即可捞出。做好的茄盒可即食，也可以炖着吃或蒸着吃。
茄盒馅，如同饺子馅，多种多样。可以按自己之喜好调制。放了馅的茄饼，也可以在稠度合适的面粉浆里直接挂浆。
其实有时候也可以将一些剩菜夹在茄盒中来变废为宝。
如果把茄子換成藕的話，稱作藕盒。